# Tell (archeologie)

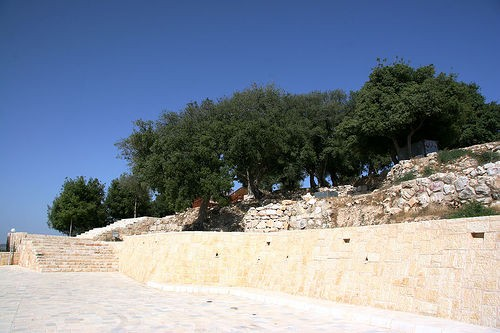
Tell Mar Elias in het noorden van Jordanië

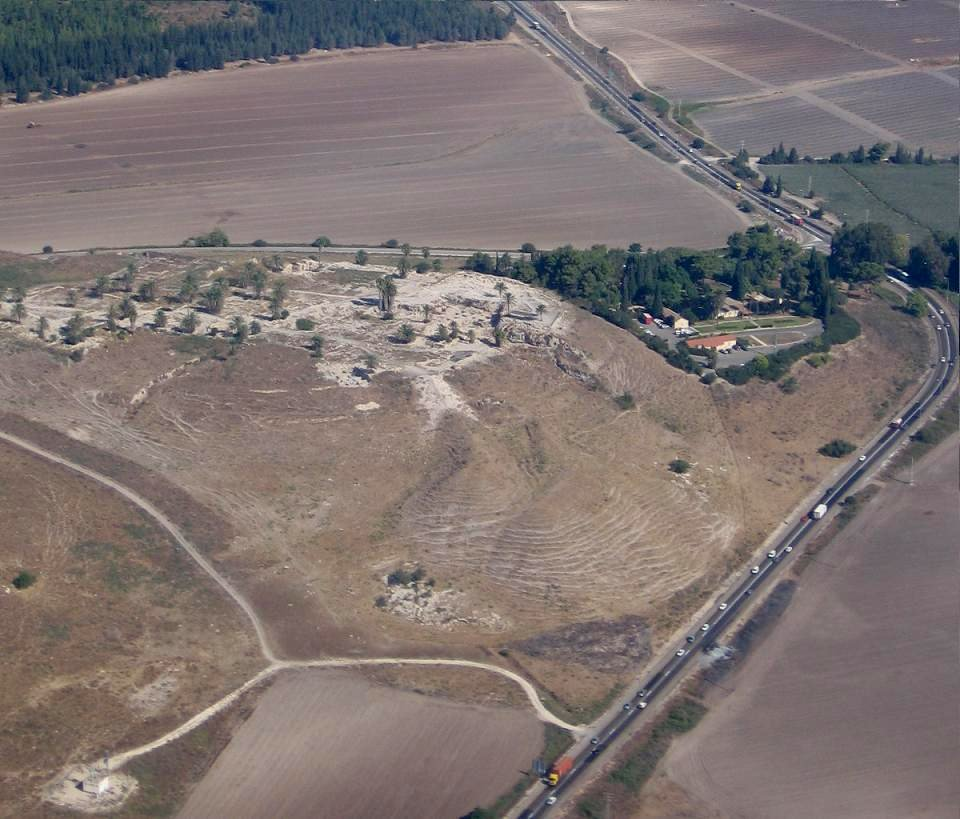
Tell al-Mutesellim (Arabisch) of Tel Megiddo (Hebreeuws)

Een tell of tall (van het Arabische تَل tell "heuvel") is een kunstmatige heuvel waarvan er vele voorkomen in het Midden-Oosten. De heuvels zijn ontstaan door eeuwen van menselijke bebouwing, op het puin van oude gebouwen werden telkens weer nieuwe gebouwd. Een typische tell ziet eruit als een afgeplatte kegel, met een vlakke top en hellingen rondom.
In het Hebreeuws wordt het verschijnsel תל tel genoemd; in het Turks spreekt men van höyük, in het Perzisch van tepe, in het Grieks van μαγούλα (magoula), in het Roemeens van măgură en in het Bulgaars van могила (mogila).
Men vindt vergelijkbare geografische verschijningen in Nederland, te weten terpen en wierden.

## Archeologische achtergrond
Een tell is een heuvel die ontstaat doordat vele generaties mensen achtereen dezelfde plek opnieuw bebouwen. Door de jaren heen stijgt het niveau, waardoor zich een heuvel vormt. Het belangrijkste bestanddeel van een tell is adobe, een bouwmateriaal dat bestaat uit zongedroogde klei en die vergaat. Wanneer men in een tell graaft vindt men vaak de resten van bouwwerken zoals openbare of militaire gebouwen, tempels of huizen. De laag en diepte waarin een bouwwerk zich bevindt, helpt bij de datering. Vaak overlappen de gebouwen elkaar horizontaal, verticaal of in beide richtingen, wat een datering kan bemoeilijken. Archeologen kunnen beslissen een tell op te graven om architectuur, gebruik en datering te onderzoeken. Aangezien dit een destructief proces is, hebben fysici en geofysici niet-destructieve methoden ontwikkeld om een tell in kaart te brengen.

## Afbeeldingen

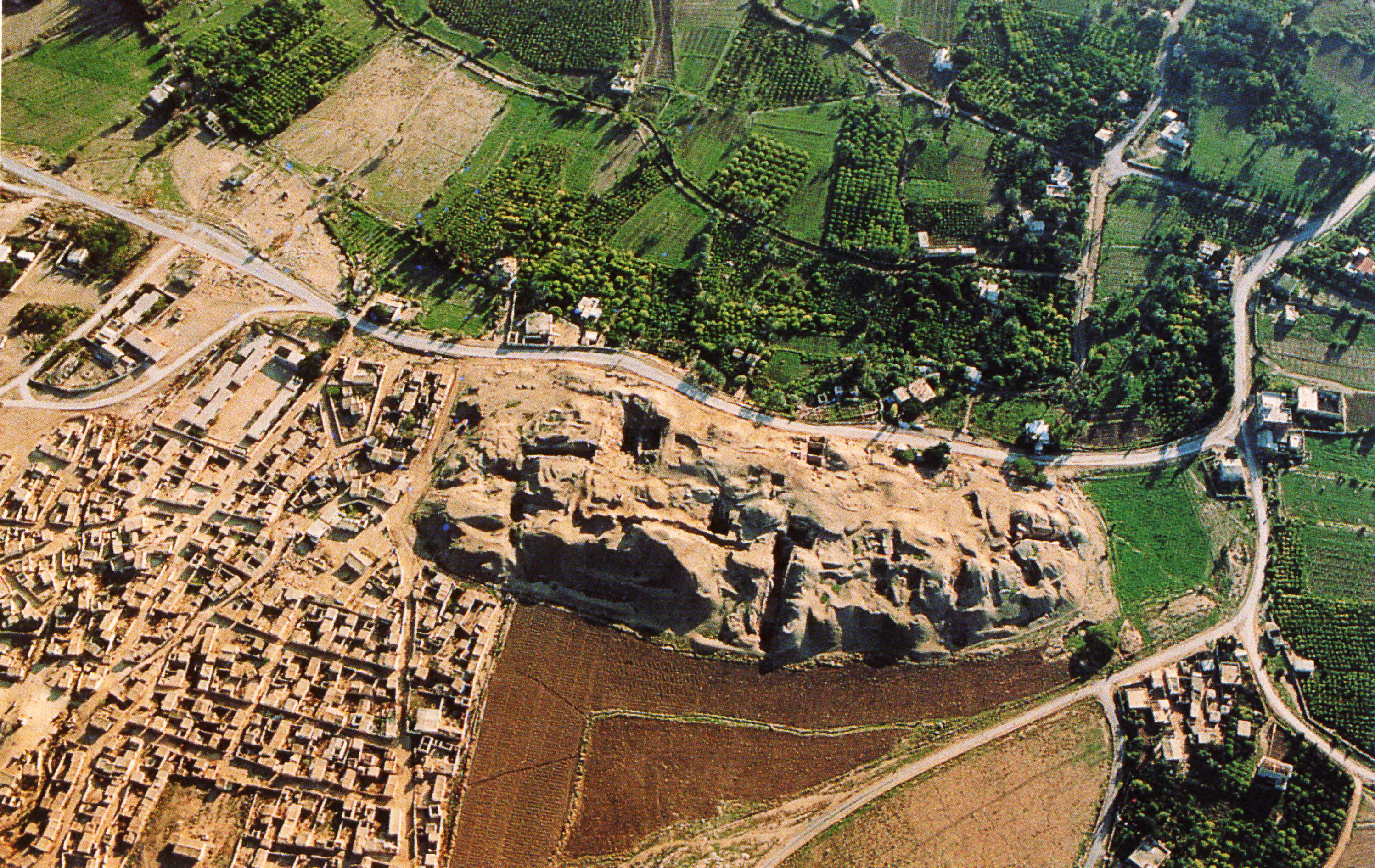
Tell es-Sultan bij Jericho
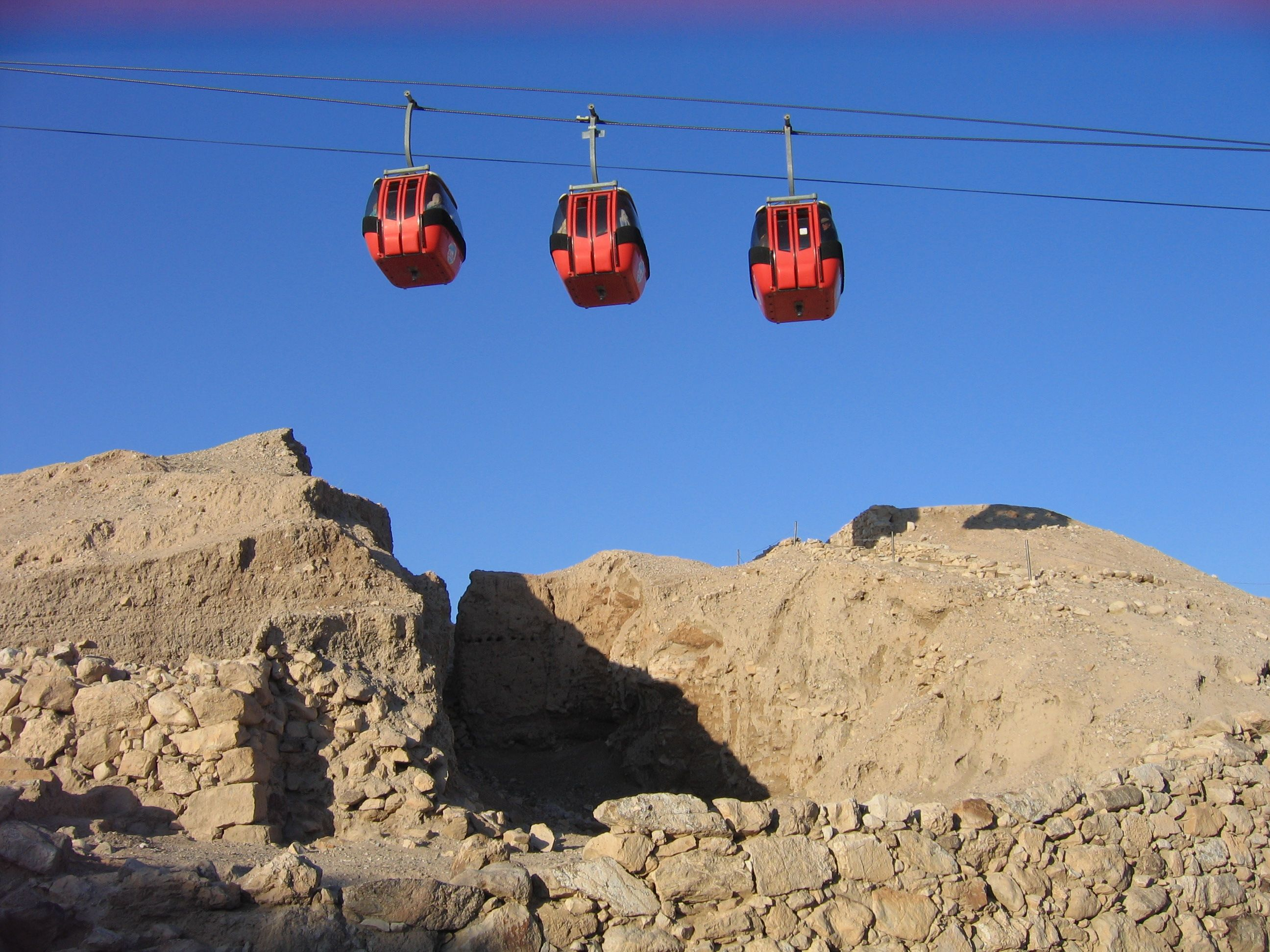
Tell es-Sultan, toeristische kabelbaan over de Archeologische opgraving
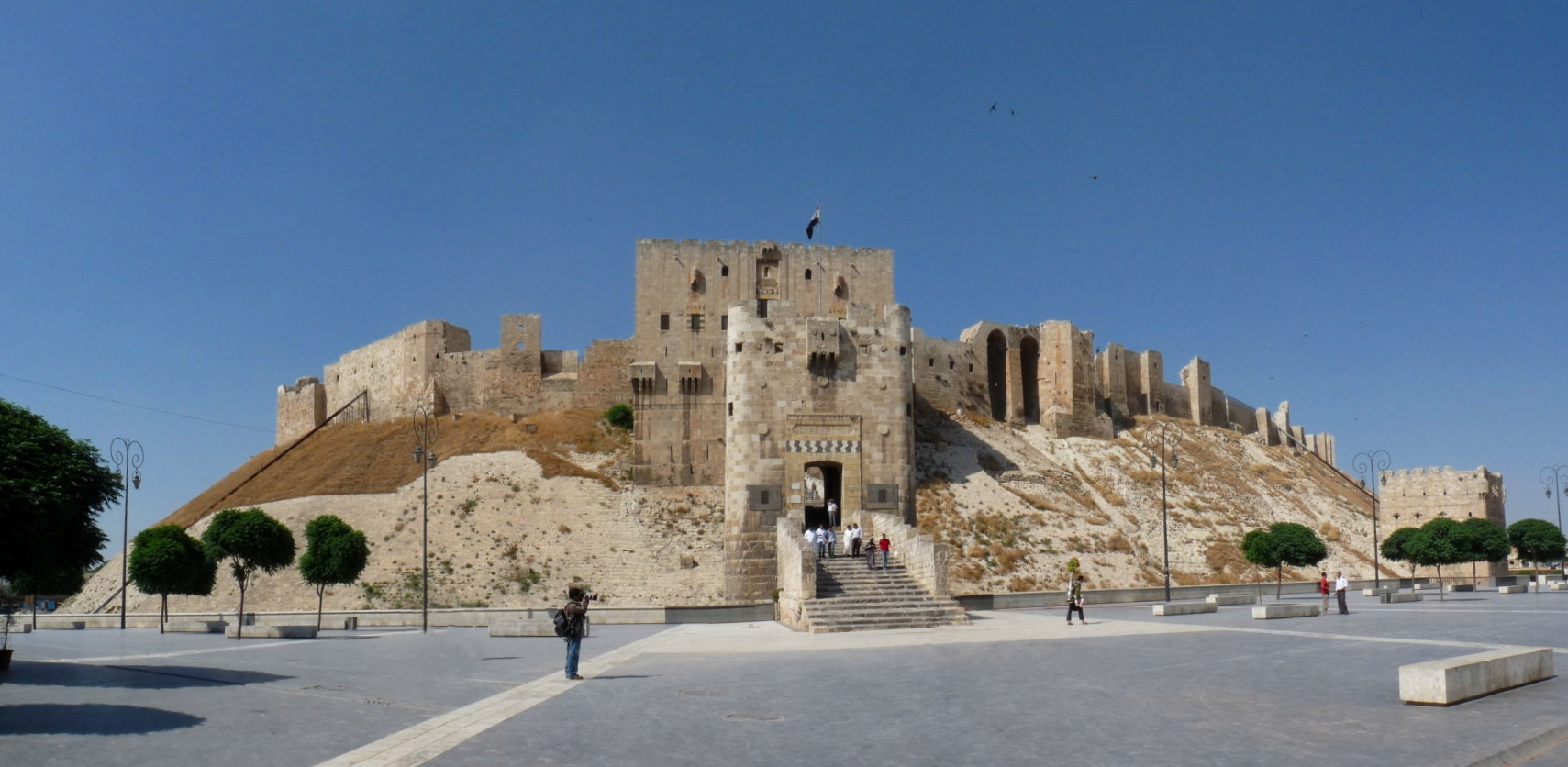
De Citadel van Aleppo is op de top van een tell gebouwd
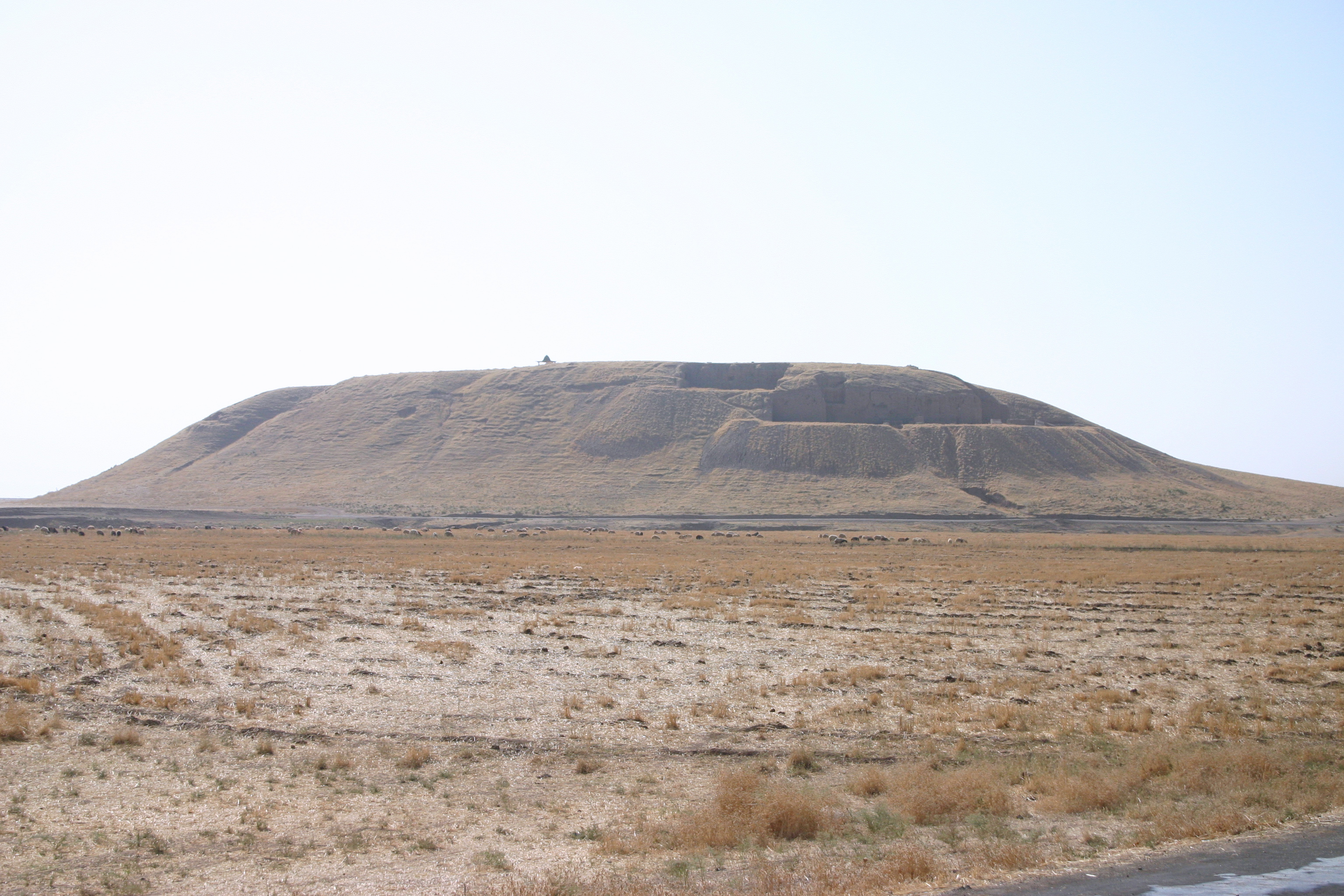
Tell Barri in het noordoosten van Syrië
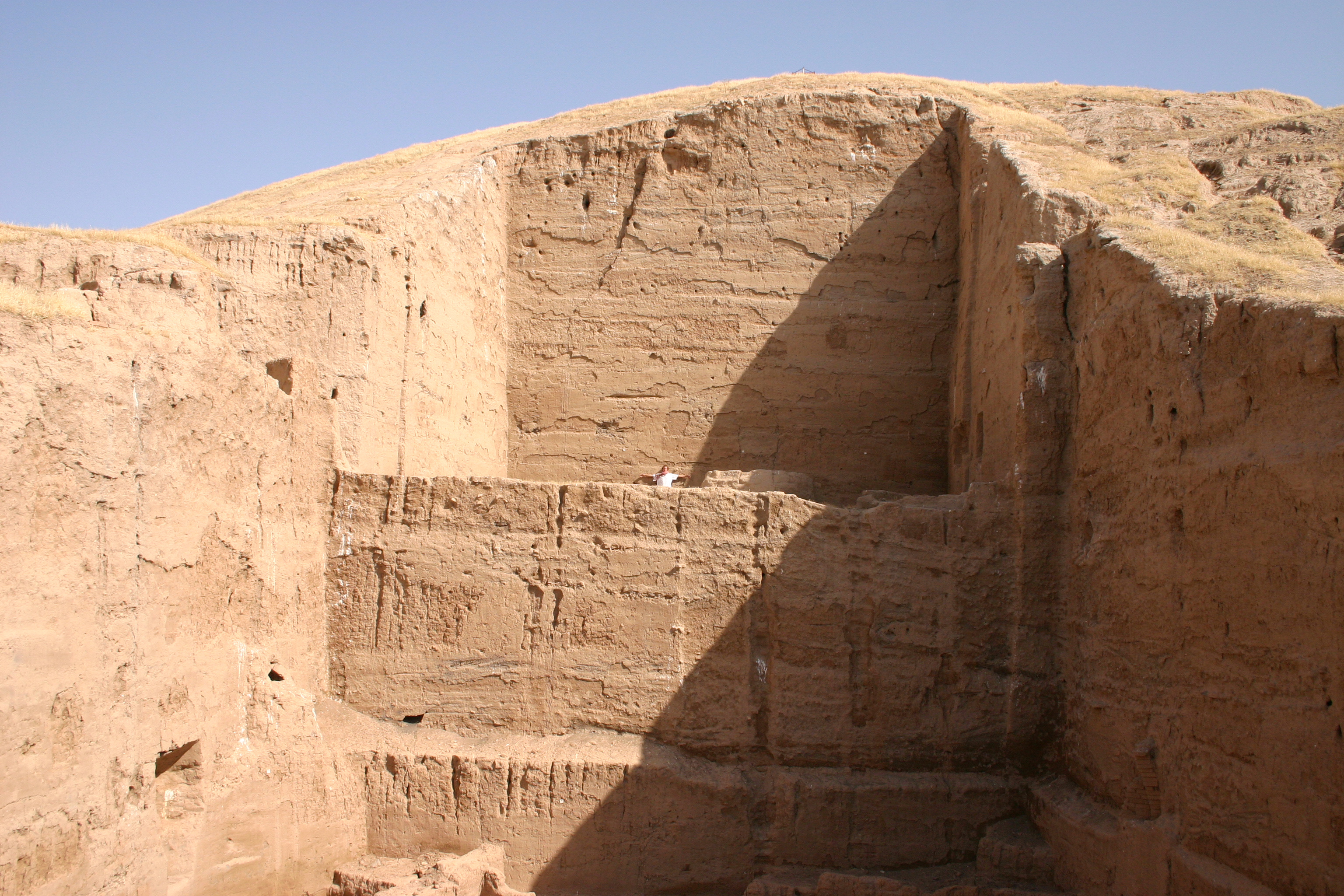
Het deels afgraven van Tell Barri
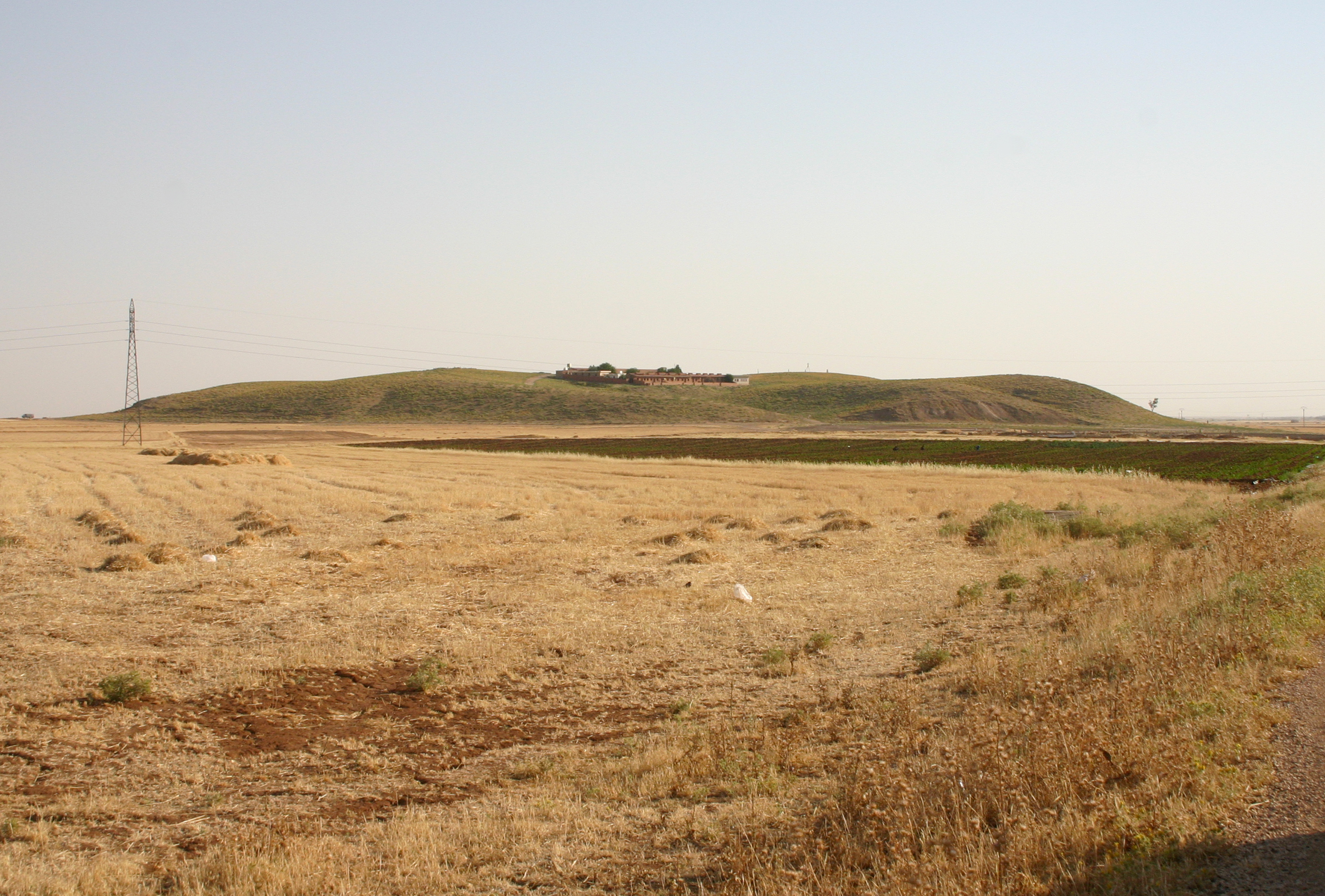
Tell Mozan gezien vanuit het noorden
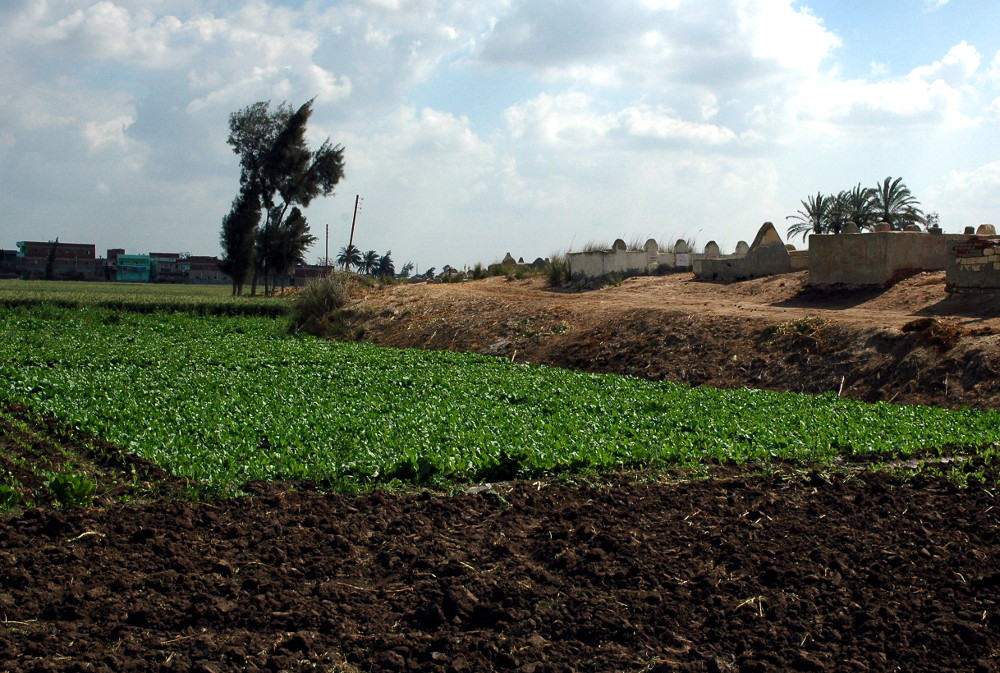
Tell el-Dab'a
Tell el-Muqdam
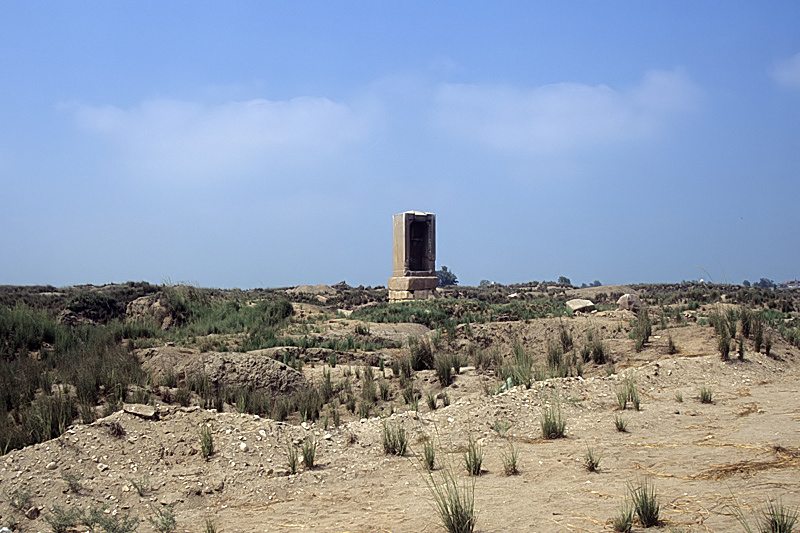
Blik op de grafheuvel van Tell el-Ruba
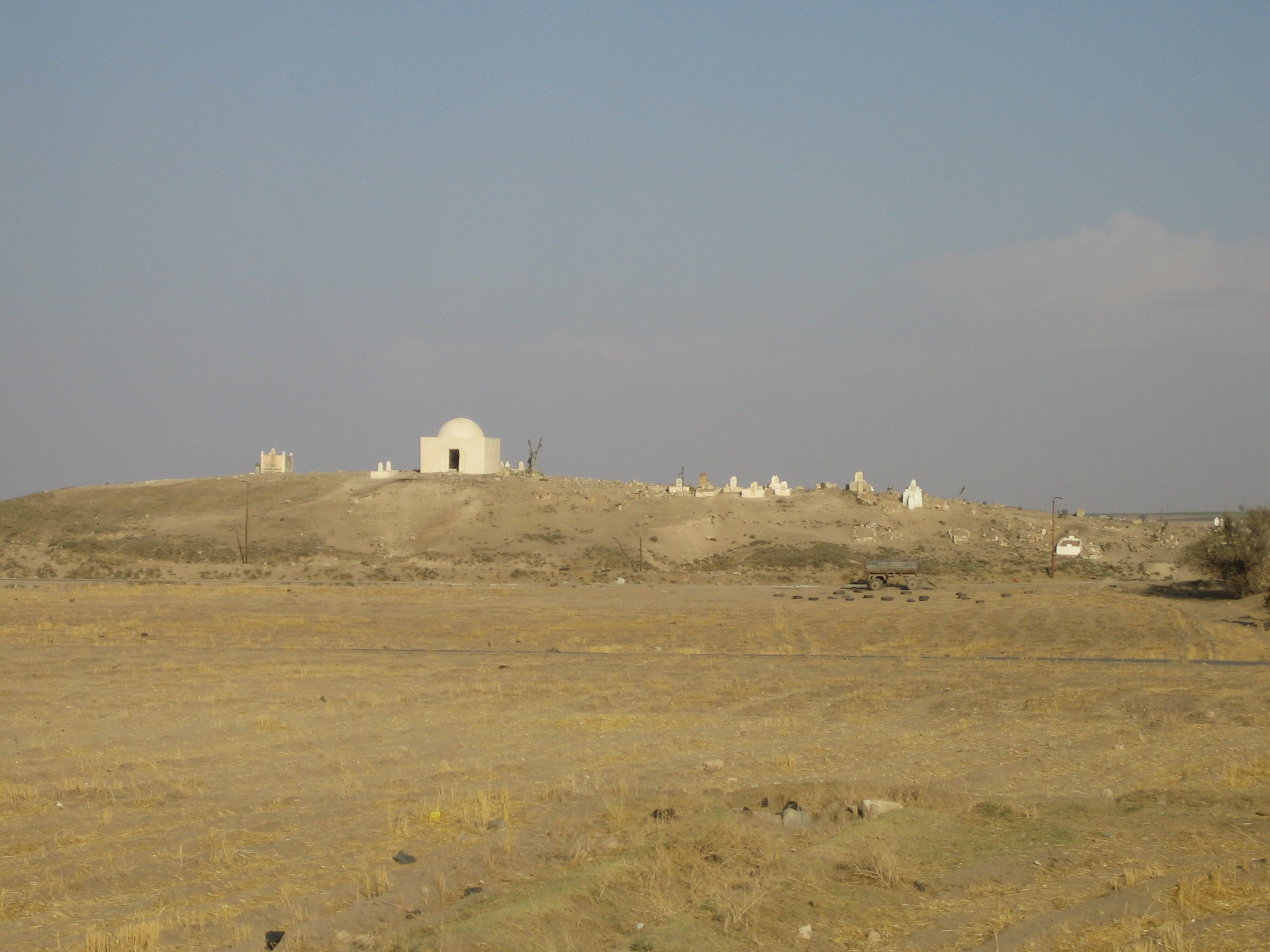
Tell Fecheriye
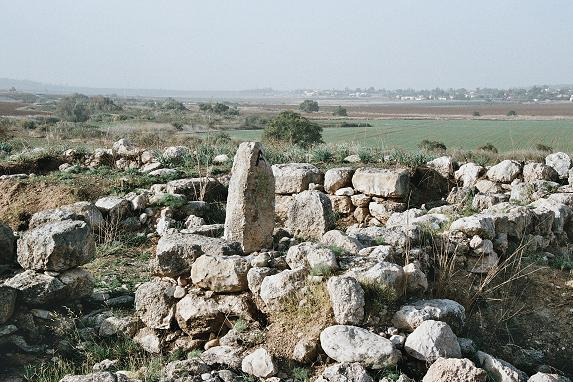
Tell Batash
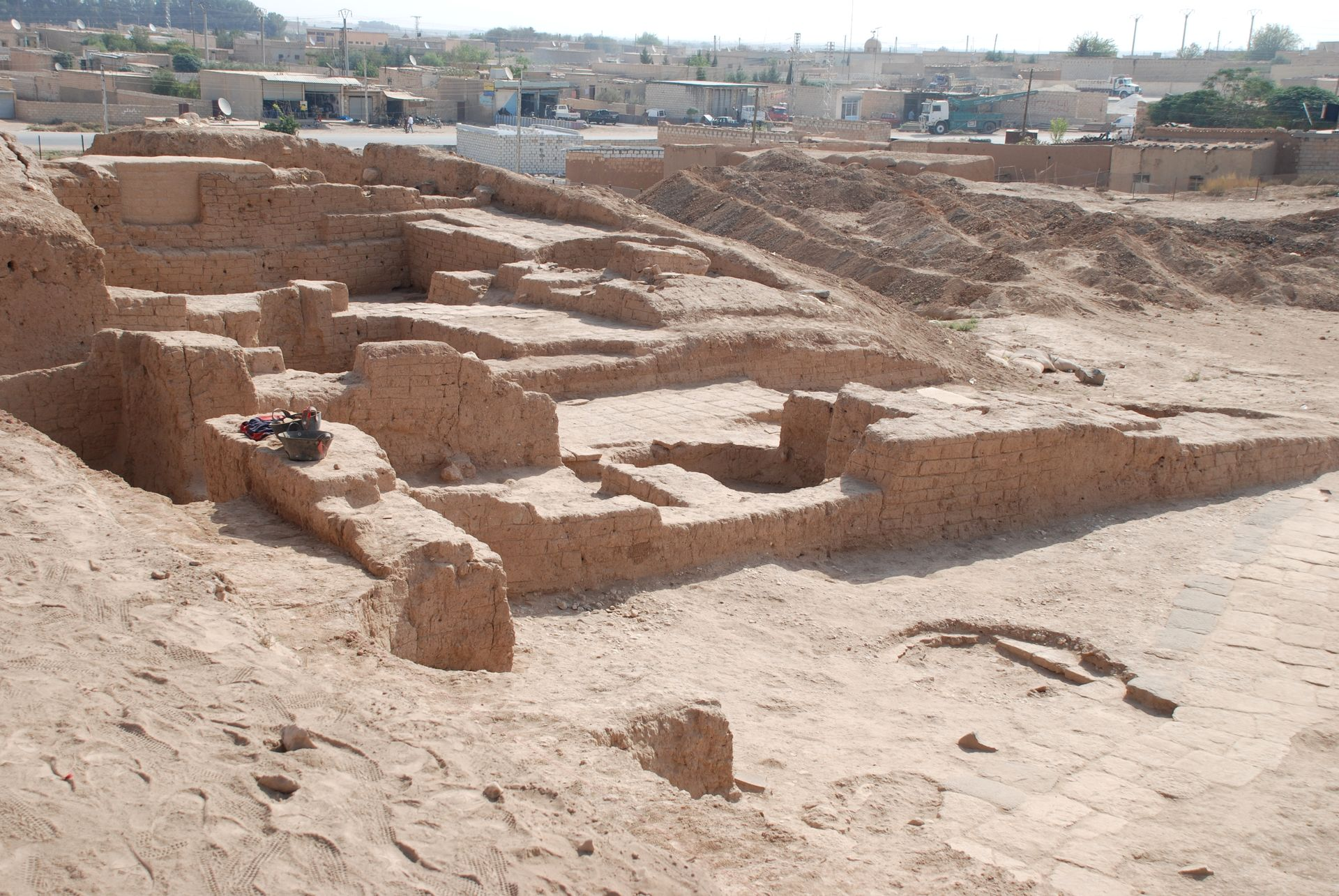
Tell Halaf